# Hệ thống thông tin
Hệ thống thông tin là một hệ thống bao gồm các yếu tố có quan hệ với nhau cùng làm nhiệm vụ thu thập, xử lý, lưu trữ và phân phối thông tin và dữ liệu và cung cấp một cơ chế phản hồi để đạt được một mục tiêu định trước.
Các tổ chức có thể sử dụng các hệ thống thông tin với nhiều mục đích khác nhau. Trong việc quản trị nội bộ, hệ thống thông tin sẽ giúp đạt được sự thông hiểu nội bộ, thống nhất hành động, duy trì sức mạnh của tổ chức, đạt được lợi thế cạnh tranh. Với bên ngoài, hệ thống thông tin giúp nắm bắt được nhiều thông tin về khách hàng hơn hoặc cải tiến dịch vụ, nâng cao sức cạnh tranh, tạo đà cho sự phát triển.

## Các đặc điểm của hệ thống
- Thành phần (component)
- Liên hệ giữa các thành phần
- Ranh giới (boundary)
- Mục đích (purpose)
- Môi trường (environment)
- Giao diện (interface)
- Đầu vào (input)
- Đầu ra (output)
- Ràng buộc (constraints)

## Ví dụ
Cửa hàng bán sỉ và lẻ các loại nước ngọt, nước suối, rượu, bia... Đối tượng mà cửa hàng giao tiếp là khách hàng mua các loại nước giải khát, nhà cung cấp (các công ty sản xuất nước giải khát)cung cấp các loại nước giải khát cho cửa hàng và ngân hàng giao tiếp với cửa hàng thông qua việc gửi, rút và thanh toán tiền mặt cho nhà cung cấp.

## Các thành phần cấu thành của hệ thống thông tin
Hệ thống thông tin thông thường được cấu thành bởi:
- Phần cứng

Gồm các thiết bị/phương tiện kỹ thuật dùng để xử lý/lưu trữ thông tin. Trong đó chủ yếu là máy tính, các thiết bị ngoại vi dùng để lưu trữ và nhập vào/xuất ra dữ liệu.
- Phần mềm

Gồm các chương trình máy tính, các phần mềm hệ thống, các phần mềm chuyên dụng, thủ tục dành cho người sử dụng.
- Mạng truyền dữ liệu
- Dữ liệu
- Con người trong hệ thống thông tin

## Các chuyên ngành sâu trong lĩnh vực hệ thống thông tin
Các chuyên ngành thông thường bao gồm:
- Phân tích viên hệ thống (systems analyst)
- Tích hợp hệ thống (system integrator)
- Quản trị cơ sở dữ liệu
- Phân tích hệ thống thông tin
- Quản trị hệ thống thông tin trong tổ chức
- Lập trình quản lý cơ sở dữ liệu
- Quản lý cơ sở dữ liệu, hỗ trợ ra quyết định cho lãnh đạo, quản lý

## Vai trò của hệ thống thông tin trong quản lý
Ứng dụng của hệ thống thông tin cho công tác xã hội và hoạt động kinh doanh bao gồm:
- Giáo dục điện tử (elearning)
- Thương mại điện tử (e-commerce)
- Chính phủ điện tử (e-government)
- Các hệ thống thông tin địa lý (GIS)

Ngoài ra, hệ thống thông tin còn xuất hiện trong nhiều lĩnh vực khác.